# シロキFCセレーナ
シロキFCセレーナ（シロキエフシーセレーナ）は、かつて存在した日本の女子サッカークラブ。愛知県豊川市を拠点として日本女子サッカーリーグ（L・リーグ）に所属していたが、第20回全日本女子サッカー選手権大会（1998年）を最後に解散した。

## 概要
1991年1月、愛知県豊川市にあるシロキ工業の社内活性化運動推進のシンボルとして誕生。日興證券ドリームレディースに次ぐ2番目の企業内女子サッカークラブとなった。本格的な活動は4月から開始し、1992年3月に第13回全日本女子サッカー選手権大会に参加。11月から行われた「JLSLチャレンジリーグ’92」では4チーム2回総当たり戦を5勝1敗で優勝し、田崎神戸レディースとの入れ替え戦（ホーム・アンド・アウェー方式）を1勝1分けで収めて、日本女子サッカーリーグへの昇格を決めた。
自社内に公式戦も行える「シロキSEGグラウンド（現：豊川市サッカー場）」という本格的な練習環境を備えており、初参加の1993年にはいきなり5位という快挙を遂げた。1994年の第15回全日本女子サッカー選手権大会でベスト4となるもその後は低迷。1999年1月の第20回全日本女子サッカー選手権大会終了後にL・リーグ脱退を発表したため、同大会の準々決勝・日興證券ドリームレディース戦での敗戦が公式戦最後の試合に、またL・リーグは1998年シーズンが最後になった。
企業チームではあったが選手には高校生や大学生もおり、また発足直後の1991年9月に「シロキ少女サッカースクール」を開設。更に中学生をメンバーとする「豊川リベルタFC」も持っていた。
1998年にトップチームは解散したが、中学生チームは現在も「シロキFCリベルタ」として愛知県女子サッカーリーグで活動している。

## リーグ戦成績
| 回 | 年度   | クラブ名         | リーグ    | チーム数 | 試合 | 勝 | 敗 | 順位 | 監督     |
| -- | ------ | ---------------- | --------- | -------- | ---- | -- | -- | ---- | -------- |
| 5  | 1993年 | シロキFCセレーナ | JLSL      | 10       | 18   | 10 | 8  | 5位  | 平林健一 |
| 6  | 1994年 | シロキFCセレーナ | L・リーグ | 10       | 18   | 9  | 9  | 6位  | 渡辺博尚 |
| 7  | 1995年 | シロキFCセレーナ | L・リーグ | 10       | 18   | 8  | 10 | 7位  | 長島弘幸 |
| 8  | 1996年 | シロキFCセレーナ | L・リーグ | 10       | 18   | 6  | 12 | 8位  | 今井敏明 |
| 9  | 1997年 | シロキFCセレーナ | L・リーグ | 10       | 18   | 3  | 15 | 9位  | 磯村健   |
| 10 | 1998年 | シロキFCセレーナ | L・リーグ | 10       | 18   | 2  | 16 | 10位 | 磯村健   |

註）成績は年間順位。

## JLSLチャレンジリーグ’92の成績

### リーグ戦
- 開催期間: 1992年11月1日‐1993年2月14日

| 順位 | チーム名               | 勝点 | 勝 | 分 | 敗戦 |
| ---- | ---------------------- | ---- | -- | -- | ---- |
| 1位  | シロキFCセレーナ       | 10   | 5  | 0  | 1    |
| 2位  | 浦和本太レディースFC   | 7    | 3  | 1  | 2    |
| 3位  | 清水第八スポーツクラブ | 5    | 2  | 1  | 3    |
| 4位  | OKIレディーサンダース  | 2    | 1  | 0  | 5    |

### 1992－93入替戦
| チャレンジリーグ1位 | 結果              | JLSL最下位         |
| ------------------- | ----------------- | ------------------ |
| シロキFCセレーナ    | 1回戦0-0 2回戦2-1 | 田崎神戸レディース |

※シロキFCセレーナのJLSL昇格と田崎神戸Lのチャレンジリーグ降格が決定。

## チームカラー
- 黄

(最終年のパターン)
| カラー    | 上衣 | パンツ | ストッキング |
| --------- | ---- | ------ | ------------ |
| FP（1st） | 黄   | 青     | 黄           |
| FP（2nd） | 白   | 白     | 白           |
| GK（1st） | 赤   | 黒     | 赤           |
| GK（2nd） | 青   | 黄     | 黒           |